# 红胸秋沙鸭
红胸秋沙鸭（学名：Mergus serrator）为鸭科秋沙鸭属的鸟类。主要分佈於北半球的大部分地區。該物種名稱中的紅胸只有在繁殖羽的雄性中才會顯現。個體飛行迅速，通過從水面潛水來追捕水生動物，並使用鋸齒狀的喙來捕捉滑溜的魚類。牠們每年從湖泊和河流的繁殖地遷徙到主要的沿海越冬區，是屬中唯一一種經常出現在鹹水環境中的物種。繁殖季節外，牠們會形成通常較小的群體，但有時會多達100隻。這一物種的全球數量穩定，儘管在某些地區受到棲地喪失和其他因素的威脅。

## 分類

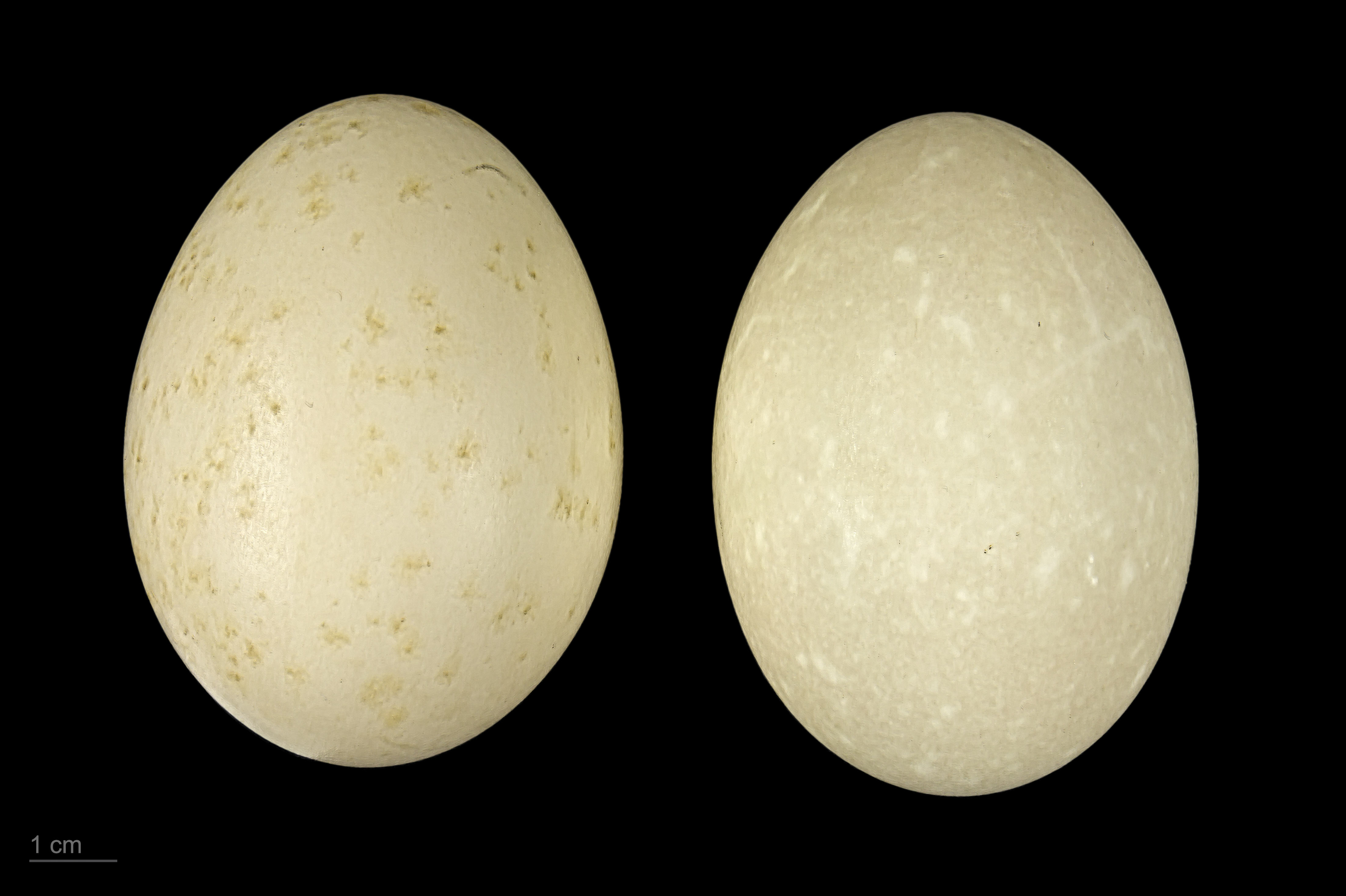
Mergus serrator

紅胸秋沙鴨於1758年由瑞典博物學家卡爾·林奈在其Systema Naturae的第十版中以現行的雙名法命名並正式描述為Mergus serrator。屬名Mergus為拉丁文，老普林尼和其他古羅馬作家用來指代未具體指定的水鳥。種小名serrator為拉丁文，意指鋸匠，最終源自serra，意思為鋸子，這與該鳥喙上的鋸齒狀突起有關，這些突起能幫助其抓住滑溜的魚類，這是其最常見的獵物。該物種為單型物種，無亞種。

## 亚种
- 红胸秋沙鸭指名亚种（学名：Mergus serrator serrator）。该物种的模式产地在瑞典。[6]

## 分佈
分布于欧亚大陆、北美洲、日本、印度、欧洲、非洲、北美洲、台湾岛以及中国大陆的东北、新疆、东北、甘肃、内蒙古、河北、山东、江苏、四川、福建、广东、广西等地，多生活于河流、湖泊、海洋以及苔原。该物种的模式产地在瑞典。

## 描述
成年紅胸秋沙鴨長51—64 cm（20—25英寸），翼展66—74 cm（26—29英寸），重800—1,350 g（28—48 oz）。
牠們有尖尖的羽冠和細長的紅色喙，喙邊緣有鋸齒狀突起。雄性有一個帶有綠色光澤的深色頭部、白色頸部、帶有紅褐色胸部、黑色背部及白色腹部。成年雌性則有紅褐色頭部及灰色身體。幼鳥與雌性相似，但無白色頸圈，且翅膀上的白斑較小。
紅胸秋沙鴨的分佈範圍與相似且關係密切的川秋沙大致重疊，因此兩種物種可能會同時出現在同一地點，但兩者通常會選擇不同的棲地（只有紅胸秋沙鴨常出現在鹹水中）。繁殖期雄性羽毛的顏色具有一定的區別性，但其他如雌性、未成熟個體及非繁殖期雄性的羽毛，可能會使得這兩種鴨類難以區分。普通秋沙鴨的深色頭部與淺色胸部之間的對比更加明顯，且其下巴處有一片紅胸秋沙鴨所沒有的淺色斑塊。

### 聲音
在求偶期間，雌性會發出粗糙的prrak prrak，而雄性則會發出貓叫般的meow。在飛行中，雌性會發出刺耳的gruk。在其他時候，這種物種大部分時間是安靜無聲的。

## 行為

### 食物和覓食
紅胸秋沙鴨會潛水並在水下游泳。牠們主要以小型魚類為食，但也吃水生昆蟲、蠕蟲、甲殼動物及兩棲動物。

### 繁殖
牠們的繁殖棲地為北美洲、格陵蘭、歐洲及古北界北部的淡水湖泊及河流。牠們在水邊的隱蔽位置築巢。牠們是候鳥，許多北方的繁殖者在冬季會遷徙到更南邊的海岸水域。牠們在繁殖季節外會形成群體，數量最多可達100隻，但這些群體在春季遷徙期間比在秋季遷徙及冬季時要小。

### 速度紀錄
曾有一隻紅胸秋沙鴨在被飛機追趕時達到100 mph（160 km/h）的最高飛行速度，成為有記錄以來最快的鴨子。這一速度超越了之前由帆背潛鴨創下的72 mph（116 km/h）的紀錄。

## 保育
紅胸秋沙鴨是受非洲-歐亞遷徙水鳥保護協定保護的物種之一。該物種在美國與加拿大簽訂的候鳥條約中也被視為遊獵鳥類。這意味著該物種會受到一定的保護，儘管在北美的某些季節和地點，根據當地狩獵規則，捕獵牠們是合法的。不過，對該物種感興趣的獵人並不多，獵殺數量相對較少。
該物種分佈廣泛且數量足夠多，被國際自然保護聯盟（IUCN）列為無危物種。儘管某些地區的數量可能在下降，威脅包括棲地喪失、濕地破壞、接觸毒素（如殺蟲劑及鉛）及成為商業捕魚活動中的兼捕。釣魚者及魚類養殖者也曾迫害該物種，視其為競爭者，但這對該物種的數量影響尚不清楚。

## 圖庫

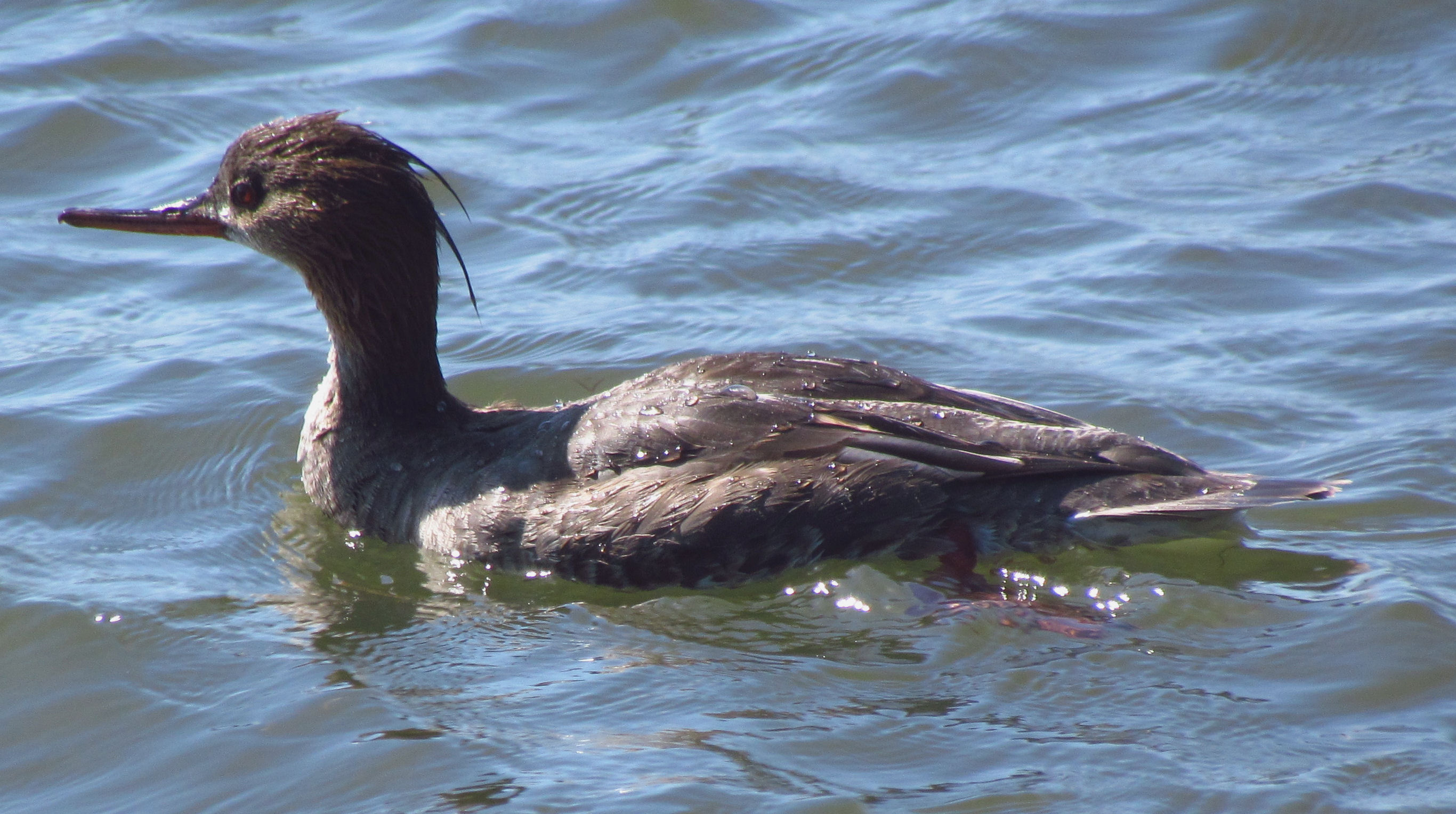
亞成鳥，佛羅里達州
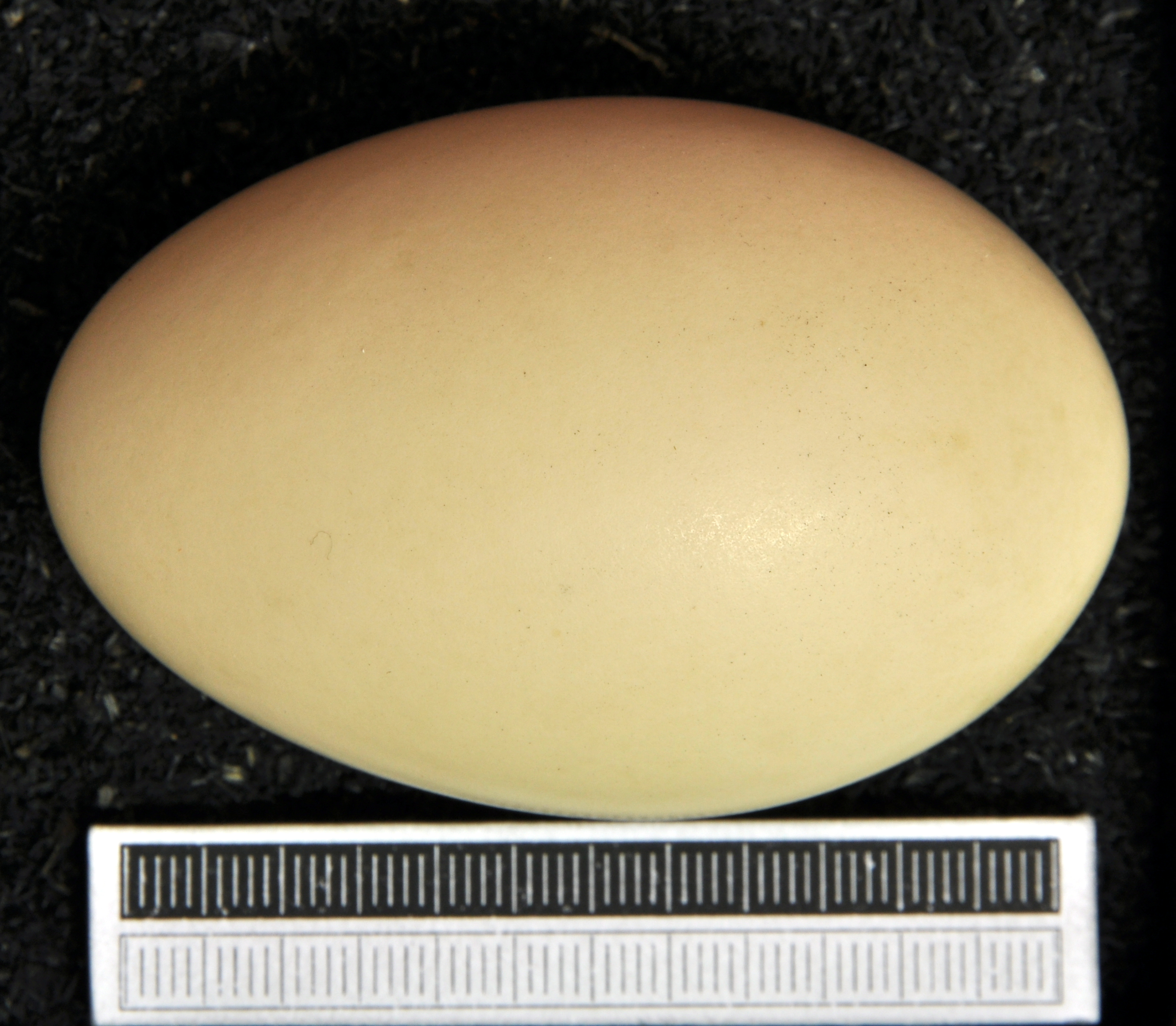
蛋, 收藏於威斯巴登博物館
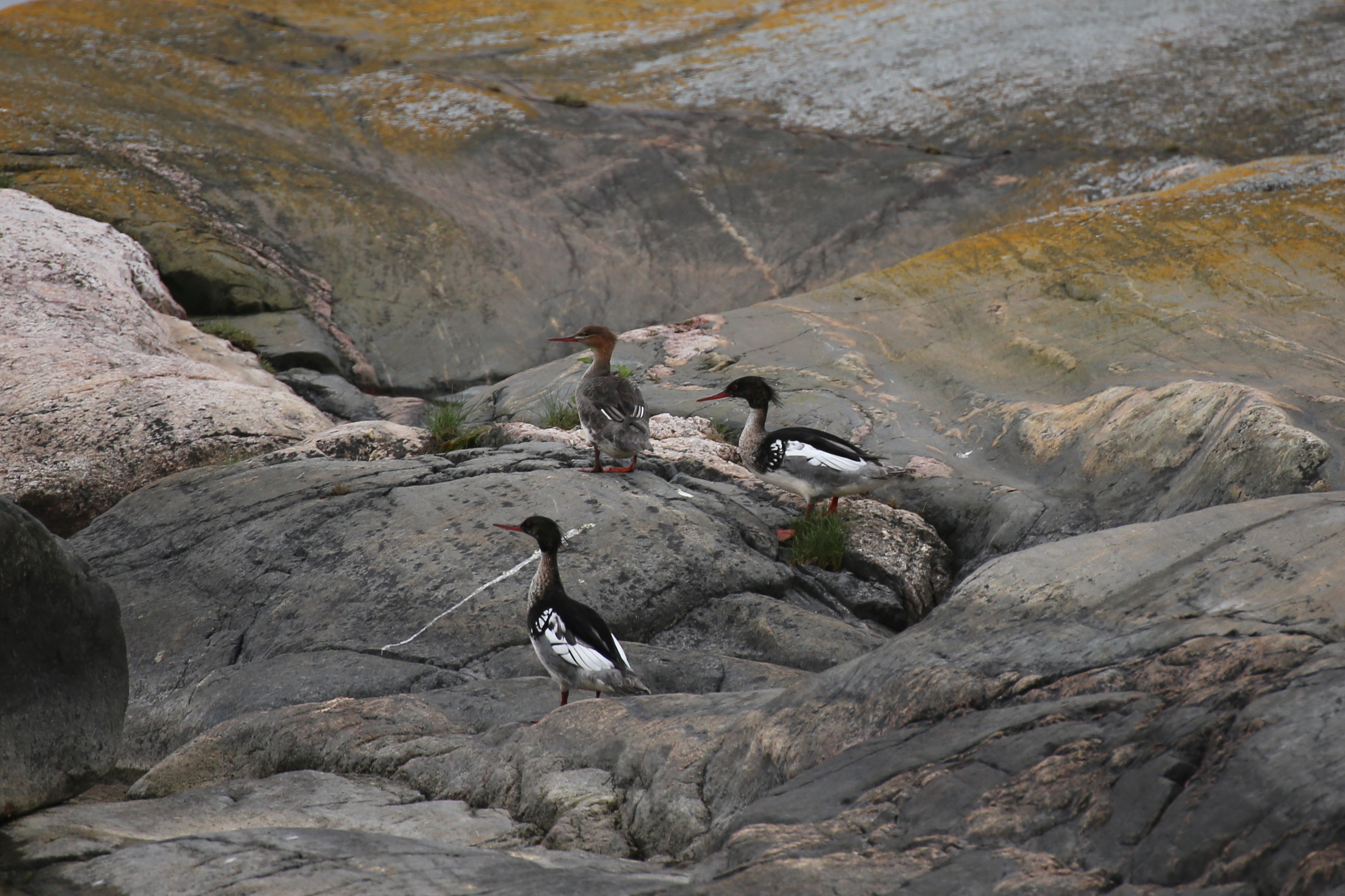
三隻紅胸秋沙鴨在岩石上 錫博,芬蘭
- 示愛展示